# Nothrotheriops
Nothrotheriops (Нотротеріопс) — викопний рід велетенських лінивців родини Nothrotheriidae неповнозубих ссавців ряду Pilosa. Має 2 види. Інша назва «земляний лінивець». Існував у пізньому плейстоцені. Предки цих лінивців мігрували з Південної Америки під час Великого міжамериканського обміну.

## Опис

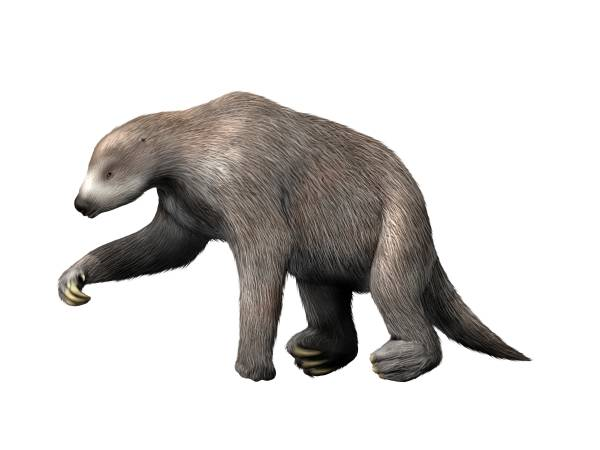
Відтворене зображення

Загальна довжина представників цього роду коливалася від 2,1 до 2,75 м при найбільшій вазі у 250 кг. Зовнішністю були доволі схожі на представників родів Megatherium та Nothrotherium. Були наділені міцними й потужними задніми кінцівками з потужним м'язовим хвостом, на який спиралися при переході з чотирьох кінцівок та дві. Також мали великі кігті. У них були відносно невеликі та тупі зуби, якими тварини перекушували гілки. Будова стегнових кісток лінивців, а також потужний хвіст, на думку дослідників, дає змогу припустити, що представники цього роду могли стояти на задніх лапах, щоб діставати до листя, що росло на висоті.

## Спосіб життя
Воліли до степових рівнин, прибережжя озер та річок, часто ховалися у печерах (виявлено рештки кісток та шкіри). Харчувалися рослинною їжею, насамперед мальвовими, юккою та кактусами. Здійснювали тривалі міграції.
Найбільшу загрозу для цих лінивців являли смілодони та люди. Можливо, останні призвели до зникнення цих тварин.

## Розповсюдження
Мешкали на території сучасних Північної та Центральної Америк, переважно від штатів Каліфорнії та Колорадо (США) до центральних штатів Мексики.

## Види
- Nothrotheriops shastensis (Лінивець Шаста)
- Nothrotheriops texanus